# 谷口徹次
谷口 徹次（たにぐち てつじ、1935年〈昭和10年〉10月24日 - 2006年〈平成18年〉7月13日）は名古屋市出身の俳優・演出家。本名、鈴木芳夫（すずき　よしお）

## 来歴
地元名古屋の劇団の舞台の演出や主演、タレント養成校の講師としても活躍した。
2006年7月13日、胃がんのため死去。70歳没。

## 出演番組

### テレビドラマ
- 中学生日記（NHK）
- 少年ドラマシリーズ（NHK）
  - あなたの町（1973年）
  - それ行け名探偵（1973年）
- 銀河テレビ小説（NHK）
  - 風の盆（1981年） - 三河屋
- ドラマ新銀河（NHK）
  - しあわせ色写真館（1997年）
- ダムド・ファイル（2003年）

### ラジオ番組
- テッちゃんのはりきり180分（岐阜放送）

### ラジオドラマ
- 芸術劇場 長者さまとは及びもつかぬ（NHKラジオ第1、1968年1月28日）
- ドラマ （NHK-FM）
  - ドアのむこうへ（1978年2月18日）
  - 幻列車（1978年9月23日）
- ラジオ劇場 ラーメン役者（1978年12月9日）
- FMシアター（NHK-FM）
  - 元気のさかだち（1986年8月23日）
  - 虹のかけ橋七色もよう（1987年11月28日）
  - よいしょ・よいしょ（1988年4月23日） - カズオ
  - 赤い鳥・ひとり（1989年4月22日）
  - 天の記憶（1990年2月24日）
  - 渇水（1990年10月21日）
  - 夢の男（1990年12月16日）
  - 白の森・不思議（1991年7月7日）
  - 煙草とレコード（1993年4月17日）
  - あんた（1993年11月27日）
  - 光柱（1996年4月6日）
  - 涙（1996年11月30日）
  - 電気工事士（1998年9月26日）
- 青春アドベンチャー（NHK-FM）
  - オーバー・ザ・ハポン〜空の彼方（かなた）へ〜（1995年）
  - 悪戯の楽園（1999年）

### CM
- アメ横ビル